# Emil Kjerri
Emil Kjerri (ur. 12 września 1988 w Ringsted-Sorø) – duński wioślarz.

## Osiągnięcia
- Mistrzostwa Świata Juniorów – Ateny 2003 – czwórka bez sternika – 12. miejsce[1].
- Mistrzostwa Świata Juniorów – Banyoles 2004 – czwórka bez sternika – 8. miejsce[1].
- Mistrzostwa Świata Juniorów – Brandenburg 2005 – dwójka bez sternika – brak[1][2].
- Mistrzostwa Świata Juniorów – Amsterdam 2006 – dwójka bez sternika – 8. miejsce[1].
- Mistrzostwa Europy – Ateny 2008 – czwórka bez sternika – 10. miejsce[1].
- Mistrzostwa Świata U-23 – Račice 2009 – czwórka bez sternika – 12. miejsce[1].